# WebRTC
WebRTC (на английски: Web Real-Time Communication – уеб-комуникация в реално време) е API, изготвен от World Wide Web Consortium (W3C), който поддържа браузър-до-браузър приложения за видео-чат, гласова комуникация и P2P файлово споделяне, без нуждата от плъгини.

## История
През май 2011 г. Google пусна проект за браузър-базирана платформа за Уеб-комуникация в реално време с отворен код, известна като WebRTC. Това е последвано от продължителна работа по стандартизиране на съответните протоколи в IETF и API-та на браузъра в W3C WebRTC версията на W3C е в процес на работа по усъвършенстване и реализация в браузърите Chrome и Firefox. API-ът се основава на предварителната работа, извършена в WHATWG. Тя е известна като API ConnectionPeer, и предварителната пре-стандартната концепция е създадена в Ericsson Labs.

## Дизайн
Основните компоненти на WebRTC включват:
- getUserMedia, който позволява на браузъра достъп до камерата и микрофона и записването на аудио/видео[8]
- RTCPeerConnection, чрез който се осъществява аудио/видео връзката[9]
- RTCDataChannels, който позволява на браузъра да споделя информация чрез peer-to-peer връзка.[10]

## Поддръжка
WebRTC поддържа следните платформи и браузъри:
- Desktop PC
  - Google Chrome 23
  - Mozilla Firefox 22
  - Opera 18
- Android
  - Google Chrome 28
  - Mozilla Firefox 24
  - Opera Mobile 12
- Google Chrome OS

## За какво се използва WebRTC?
Целта на WebRTC е да направи P2P комуникацията в реално време възможна за потребителите онлайн. WebRTC приложенията могат да бъдат разделени в четири основни категории:
- Видео и гласови разговори - WebRTC се използва за апликации, които имат нужда от функционалност за директна комуникация в реално време като Slack, Google Meet, Microsoft Teams и Zoom.

- Включване на живо - WebRTC все още не е най-популярния избор за live streaming приложения, но спокойно можем да кажем, че е една от най-добрите технологии в това отношение. Ако искате да излъчвате на живо към един или повече потребители, с минимални забавяния и висока интерактивност (напр. за игри, аукциони, уебинари и др.), WebRTC определено е добър избор.

- Прехвърляне на данни - Освен гласови и видео съобщения, чрез WebRTC може да изпращате и други видове данни, например големи файлове между устройствата, с малка нужда от сървърно пространство.

- Сигурност - Тъй като WebRTC работи директно на браузъра, често се използва и за увеличаване сигурността, тъй като файловете и данните не минават през сървър.

WebRTC може да намери приложение в много области от работата и живота, а ето и най-популярните сред тях:
- Комуникация - Групови или индивидуални разговори и видео срещи;
- Софтуер за контакт център - отдалечени асистенти, визуални асистенти и др;
- Ecommerce - Живи включвания за продажби и събития;
- Онлайн обучение, уроци, фитнес и други;
- Виртуални и хибридни събития - уебинари, големи срещи и онлайн събития;
- Включване на живо - излъчване на спортни събития, аукциони или друго, към голяма аудитория;
- Управление на технологии - дистанционно управление на машини и технологии;
- Виртуални пространства и metaverse.[11]